# Auguste Bolte (Literatur)
Auguste Bolte ist die Titelfigur einer gleichnamigen Erzählung von Kurt Schwitters aus dem Jahr 1923, die man auf Grund ihrer „Ablehnung ästhetischer Gesetze“ und „logischer Zusammenhänge“ und der „Kontrolle durch den Verstand“ dem Dadaismus zurechnen kann; die Unterschrift „Merz“ am Ende der Erzählung stellt diese in den Kontext von Schwitters’ eigener MERZ-Kunst, die die Collage aus Wirklichkeitsfragmenten zum Prinzip ihrer Werke erhebt. Inzwischen wurde sie verfilmt (Gerd Winkler 1974) und für die Bühne bearbeitet (Gregor Schwellenbach, Inszenierung der Gruppe A Rose Is 1998, Henning Vogt 2007).

## Rahmentext
Das „selbstironische Kleinbürgertum des Hannoveraners Kurt Schwitters“ manifestiert sich schon im Rahmentext dieser Erzählung, der sich durch ein vorangestelltes „Gedicht“, das inhaltlich auf den ersten Blick keinen Bezug zu der Haupterzählung aufweist, durch ein Diagramm mit dem Untertitel „Sinnbild der Kunst-Kritik“ und durch eine Einleitung mit autoreflexiven Kommentaren zu „Kritiken in Tageszeitungen“ sowie am Ende einen Kommentar zum offenen Schluss der Erzählung und zu etwaigen Ansprüchen des Lesers auf Auflösung der Rätsel vom Handlungsteil abhebt. Auch die in die Erzählung immer wieder eingestreuten Fußnoten – eigentlich Anzeichen einer wissenschaftlichen Arbeit – deuten auf die „Auflösung der Werk-Kategorie“, so dass eine gattungsmäßige Einordnung als „Novelle“ problematisch erscheint.

## Binnenerzählung
Werden durch die äußere Form des Textes verschiedene Diskurse wie die um die Kritik (in der Form einer Kritik der Kritik), die wissenschaftliche Abhandlung und die literarische Erzählung montiert und persifliert, so treiben in der Binnenerzählung, der eigentlichen Auguste-Handlung, noch weitere Diskurse wie der sogenannte gesunde Menschenverstand, die Logik (und ihr Gegenspieler, die Paradoxie), die Sexualität, philosophische und psychiatrische Diskurse ihren Schabernack. Immer wieder werden bürgerliche Bildungsinhalte aufgerufen und konterkariert. U.a. finden sich gattungsspezifische Begriffe der Novellistik eingestreut: Leitmotivisch durchzieht das Attribut „unerhört“ den Text, das wie die Begriffe „ungewöhnliche Begebenheiten“ (S. 159) und „außergewöhnliche Begebenheiten“ an Goethes Novellendefinition erinnert. Auch der „Wendepunkt“ bzw. die „Wende“ sind Gattungsmerkmale.
Auguste Bolte beobachtet auf der Straße zehn Menschen, die in einer Richtung gehen. Dieser bloße Umstand führt sie zu dem Schluss, dass „etwas los sein“ müsse. Um herauszufinden, was das ist, verfolgt sie die Menschen, die Auguste als Gruppe wahrnimmt. Als diese sich aufteilt, entscheidet sie sich, zunächst der einen Teilgruppe zu folgen, dann wiederum rennt sie in die entgegengesetzte Richtung und folgt den anderen fünfen. Zwischendurch zieht sie sich bis auf das Unterhemd aus und deponiert auch ihre Handtasche auf dem Bürgersteig, um leichter laufen zu können. Es ist schon vorauszusehen, dass sich auch die Fünfergruppe, der Auguste Bolte schließlich folgt, wieder teilt: Ein junges Mädchen verlässt die Gruppe und verschwindet in einem Haus. Nachdem Auguste auch noch die Vierergruppe verfolgt hat, sodann die getrennten beiden Zweiergruppen und schließlich das letzte Paar, das sich ebenfalls aufgeteilt hat, wobei jede Person in ein anderes Haus gegangen ist, entscheidet sie sich, das Mädchen aufzusuchen, das sich zuerst von der letzten Fünfergruppe getrennt hat. Durch ihr wiederholtes Klingeln an der Tür und ihr Schweigen über den Grund ihres Besuches bringt sie das Mädchen, Anna Sündig, zur Verzweiflung, so dass diese schreit und weint und die Fremde widerstandslos in die Wohnung lässt. Auguste fragt Anna nach ihren persönlichen Verhältnissen aus, die diese ihr ohne weiteres mitteilt; dass sie aber zu der Gruppe von zunächst zehn und dann fünf Menschen gehört habe, streitet Anna ab. Es kommt zum Eklat: Auguste wird wütend, weil man ihr vermeintlich die Wahrheit verschweigt, und zertrümmert die Wohnungseinrichtung. Jetzt ist tatsächlich „etwas los“, und Auguste verlässt das Lokal, indem sie alle Leute, die ihr begegnen, in diese Wohnung schickt, denn dort sei „etwas passiert“. Ein Passant nennt sie in diesem Zusammenhang eine „harmlose Irre“.
Auf der Straße begegnet Auguste Mädchen aus einem Pensionat: zehn Mädchen gehen in dieselbe Richtung. Hat sie bei der ersten Beobachtung dieser Art noch den Schluss gezogen, dass irgendetwas passiert sein müsse, beschließt sie nun das Gegenteil zu glauben, ist sich aber nicht sicher, ob das Erscheinen dieser Mädchen nicht doch etwas zu bedeuten habe, verfolgt sie, indem sie immer wieder auch in die Gegenrichtung umkehrt, weil es ja sein könnte, dass die Erscheinung nicht bedeute, dass etwas geschehen sei, sondern dass sie „die ganze Wahrheit [...] auch anderes [sic!] erfahren könnte“ (S. 162). Als ein Mann sie von ferne erblickt und „entsetzt umkehrt“, verfolgt sie diesen, der aber in ein Taxi flüchtet. Auch sie nimmt ein Taxi und fährt nun abwechselnd dem „fliehenden Mann“ und dem Mädchenpensionat hinterher. Der Mann rennt schließlich in ein Haus. Auguste will ihm folgen, kann aber ihr Taxi nicht bezahlen, so dass der Chauffeur, der sie „für verrückt“ hält, sie gewaltsam wieder in sein Auto setzt und auf einem Truppenübungsplatz aussetzt.
Durchsetzt ist die Erzählung von den Reflexionen Augustes, die dem Leser mit dem Stilmittel der erlebten Rede vermittelt werden: Immer wieder resümiert sie die Ereignisse und zieht ihre Schlussfolgerungen daraus, aber auch freie Assoziationen – man fühlt sich an die Écriture automatique der Surrealisten erinnert – oder Assoziationen durch Reime und Wortspiele (Kalauer) dominieren Augustes Denken.
Beispiele für philosophische Diskursparzellen in diesem Potpourri bürgerlicher Bildungsinhalte sind Begriffe wie „gewissenhaft“, „Pflicht“, „sittsam“, „Gleichgültigkeit aller Werte“ sowie Augustes Wahrheitssuche, ihre Erkenntnis, dass man nichts wissen könne – scio me nihil scire (Sokrates) – und die moralische Quintessenz von Augustes Erkenntnissen:
„Der Mensch mußte sich entscheiden. Und er mußte sich entscheiden. Und er mußte sich entscheiden, nicht weil er sich entscheiden mußte, sondern gerade weil es an sich gleichgültig war, ob er sich entschied und wie er sich entschied.“ (S. 167)
Somit werden in dieser Erzählung bürgerliche Werte nicht nur persifliert, sondern – wenn auch in karikierter Form – perpetuiert. Was sich auf der Handlungsebene als Verrücktheit darstellt, gewinnt auf einer Metaebene erneut Relevanz, die scheinbare Paradoxie wird zur Handlungseinleitung, der scheinbare Nihilismus der Sprach- und Logikzertrümmerung fordert moralisches Handeln. Damit setzt sich die Ästhetik gegenüber der ästhetischen Kritik erneut ins Recht.